# John Holcroft
 (février 2019).
John Holcroft 16 juin 1971 est un artiste et illustrateur britannique élevé dans le Lancashire dans le nord-ouest de l’Angleterre. Il est connu pour ses illustrations satiriques et politiques publiées notamment par The Guardian, la BBC, le New York Times ou le Wall Street Journal.

## Biographie[1]
Elevé dans le Lancashire, il a déménagé dans le Yorkshire à l’âge de 9 ans dans un contexte de grèves des mineurs. Après l’école, il a entamé une carrière dans le graphisme à Sheffield. Cependant, il n’avait pas anticipé l’avancée technologique de la révolution numérique des années 1980 et ne savait que travailler à partir de crayons, de stylos et de règles. Il a donc dû se résoudre à trouver une voie dans laquelle il n’aurait pas besoin d’avoir usage à la technologie. En 1996, il est donc officiellement devenu un travailleur indépendant et a débuté en peignant sur des toiles à la peinture acrylique pendant cinq ans. Toutefois, en 2001, il a fait le choix de se familiariser avec la technologie. Il affirme que cela lui a apporté beaucoup d’inspirations pour son travail et que cela lui a également permis de découvrir de nouveaux styles d’illustration autres que le sien, grâce aux réseaux sociaux par exemple. Actuellement, il vend ses illustrations à des particuliers sur plusieurs sites comme Etsy et Societ6. Il collabore aussi avec de nombreux journaux comme : The Guardian, le Financial Times, le Telegraph, The Times, le Radio Times, BBC, Independent, Economist, Informa Plc, le New York Times, le Wall Street Journal, le New Scientist et d’autres.

## Influences
John Holcroft s’est inspiré de nombreux artistes comme David Cutter, Mark Ryden ainsi que Edward Hopper. De plus, les publicités des années 1950 et 1960 ressortent beaucoup dans son travail. C’est grâce à toutes ces inspirations que son style a évolué. Lui-même affirme qu’il a changé 5 ou 6 fois de style.

## Style et travail
John Holcroft réalise des illustrations à connotation satirique et humoristique. Elles sont de couleurs pâles voire ternes avec un aspect vieilli, rétro évoquant les publicités des États-Unis des années 1950 et 1960. Ses illustrations dénoncent le capitalisme d’une culture occidentale moderne et d’une réalité contemporaine. En effet, le comportement humain l’intéresse beaucoup. Il crée des illustrations parlant de l’inégalité entre les hommes et les femmes, de la liberté d’expression, le besoin répressif d’argent des hommes, la pollution, l’addiction aux nouvelles technologies et autres thèmes engagés. Par exemple, il représente souvent des hommes aux destins d’automates repliés sur leur solitude et fortement attirés par l’argent. John Holcroft affirme dans une interview avec Anna Rosalie Sullivan, qu’il ne fera jamais d’illustrations qui incitent à la violence, la pauvreté ou encore l’avidité. Également, il ne souhaite pas faire de satire concernant la religion car cela n’est « pas assez drôle pour risquer sa vie ». Pour réaliser ses illustrations, il utilise un ordinateur, un carnet de croquis et une tablette Wacom. En 2015, il a participé aux concours AOI et « London Transport Museum » dans lequel il a été choisi pour une exposition.

## Sources
- article sur le site chambre237
- article sur le site hitek.fr
- article sur le site lindgrensmith.com